# كل كل عليا (إيوان)
كل كل عليا (بالفارسية: کل‌کل علیا) هي قرية تقع في Sarab Rural District في إيران. يقدر عدد سكانها بـ 142 نسمة .